# Frank Caeti
Franklin "Frank" Caeti, född 11 augusti 1973 i Chicago i Illinois, är en amerikansk manusförfattare och skådespelare.